# Justice, Illinois
Justice är en ort (village) i Cook County, i delstaten Illinois, USA. Enligt United States Census Bureau har orten en folkmängd på 12 982 invånare (2011) och en landarea på 7,4 km².